# Kung-Fu Master (videojuego)
Kung-Fu Master es un beat 'em up de desplazamiento lateral en 2D producido por Irem para máquinas arcade en 1984 y distribuido por Data East en Norteamérica. El juego salió en Japón bajo el título Spartan X, (スパルタンX, Suparutan X) basado en la película de Jackie Chan llamada Kuai can che (que también se llamó Spartan X en Japón); sin embargo, el juego no seguía la sinopsis de la película, únicamente coincidían los nombres del protagonista y su novia, permitiendo a Irem exportar el juego sin licencia, cambiando el título.
El jugador controla a Thomas, protagonista en Kung-Fu Master, que lucha a lo largo de 5 niveles en el Templo Maldito para rescatar a su novia Sylvia del jefe Mr. X. Kung-Fu Master se considera el primer beat 'em up. Una versión de Nintendo Entertainment System llamada Kung Fu vendió 3,5 millones de unidades. El juego de máquina arcade fue una referencia importante para la trama en la película francesa Kung-Fu Master de 1988 de la directora Agnès Varda y aparece en la película en varios momentos.

## Jugabilidad
El jugador controla a Thomas con un joystick de 4 direcciones y dos botones de ataque, puñetazo o patada. A diferencia de otros juegos de este estilo, el joystick no se usa solo para agacharse, sino también para saltar. Los puñetazos y patadas se pueden realizar agachado, de pie y saltando. Los puñetazos hacen más daño que las patadas, pero su alcance es inferior.
Entre los enemigos están los Grippers, que agarran a Thomas y consumen su energía; Knife Throwers, que lanzan cuchillos a distintas alturas y deben recibir dos impactos; y Tom Toms, luchadores que pueden agarrar a Thomas o golpearlo incluso estando agachado. En todos los niveles, habrá que enfrentarse a proyectiles, jarrones, serpientes, polillas venenosas, dragones y confeti explosivo.
El Templo Maldito tiene 5 pisos, cada uno con un jefe distinto (llamados «hijos del mal» en el juego). Para completar cada piso, Thomas debe conectar los golpes necesarios para derrotar al jefe y subir las escaleras al siguiente piso. Cada nivel tiene un tiempo específico para ser completado, si el tiempo se agota, el jugador morirá. Al completar un piso, el jugador recibe puntos de bonificación por el tiempo restante. El jefe del quinto piso es Mr. X, líder de la banda que secuestró a Sylvia. Una vez derrotado Thomas rescata a Sylvia y el juego se reinicia en una dificultad superior.
A los 50 000 puntos se consigue una vida adicional.

## Desarrollo
El juego fue producido en Irem por Takashi Nishiyama, quien también creó el éxito arcade Moon Patrol en 1982 y más tarde diseñó el Street Fighter original en 1987 para Capcom, antes de la división con SNK, creando la arcade Neo Geo y los videojuegos Fatal Fury: King of Fighters, Art of Fighting y Samurai Shodown.
El juego originalmente se basaba en la película de Bruce Lee de 1972 llamada Game of Death, representando con el Templo Maldito de 5 pisos la pagoda de 5 niveles de la película, con un maestro de artes marciales en cada nivel. Sin embargo, el título se cambió durante el desarrollo, para basarlo en la película Spartan X de Jackie Chan.

## Versiones

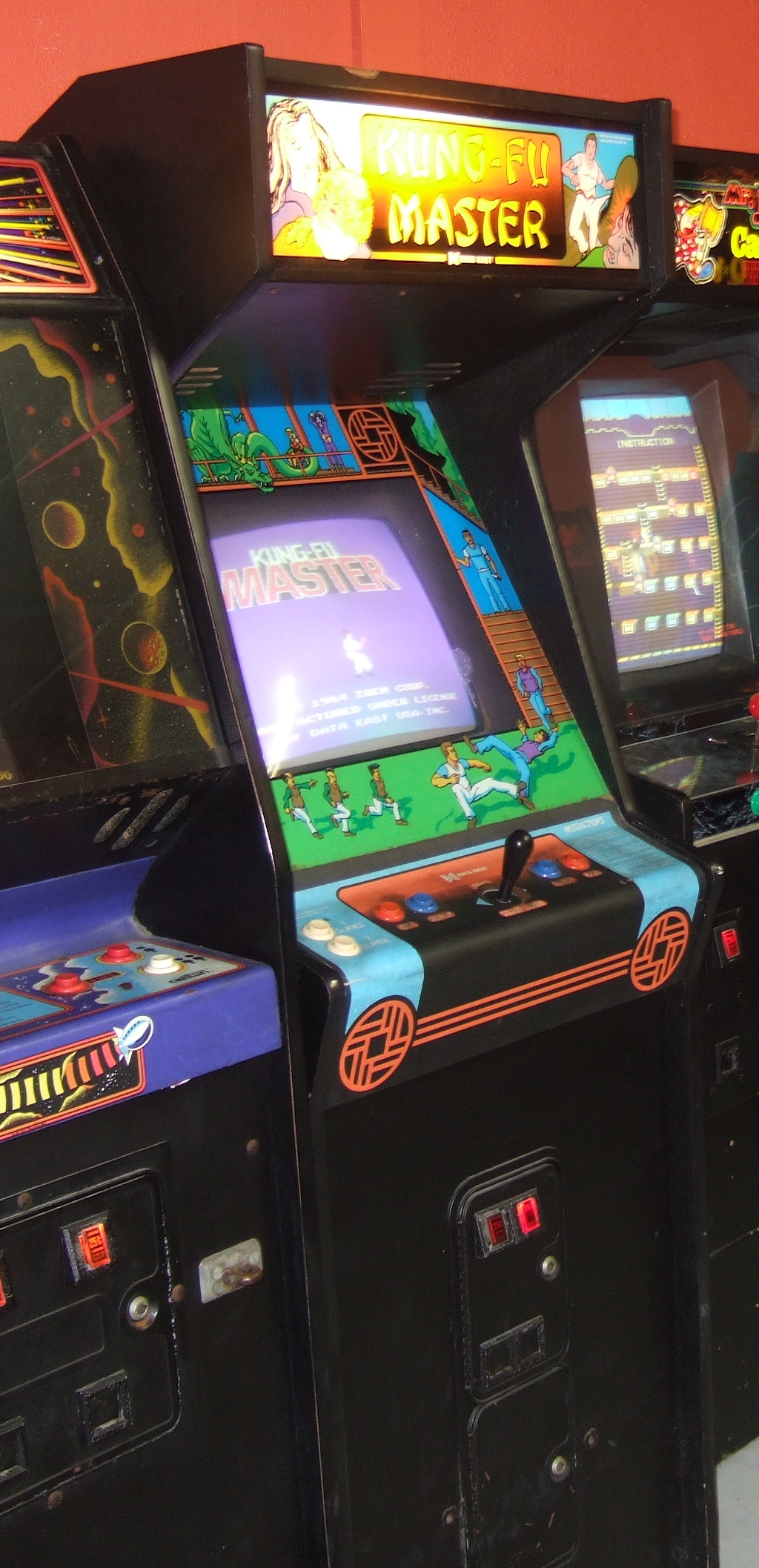
Cabina de Kung-Fu Master.

Kung-Fu Master se versionó para Atari 2600, Atari 7800, Amstrad CPC, Apple II, Commodore 64, NES/Famicom, MSX (versión Irem/ASCII llamada Seiken Achō), PlayChoice-10 (arcade, similar a la versión de NES) y ZX Spectrum. La versión de NES fue editada y producida por Nintendo como Kung Fu en Norteamérica y la región PAL. También se desarrolló para la consola Gameking de 8 bit, bajo el nombre Nagual.[cita requerida]

## Recepción
En Japón, Game Machine denominó a Kung-Fu Master en su entrega del 15 de enero de 1985 como el juego de arcade más exitoso, con más ventas ese año.
Rick Teverbaugh analizó el juego para Computer Gaming World y dijo que era «Mucho más que un juego de kárate con aventura. Se disfruta mucho más en Commodore que en Apple."

## Legado
La versión arcade se incluyó posteriormente en las ediciones 10-Yard Fight y Zippy Race en los clásicos arcade de IAC/Irem para PlayStation y Sega Saturn, publicados en Japón en 1996 por Irem y I'Max. La versión arcade se publicó para dispositivos móviles.[cita requerida]
Las versiones de Amstrad CPC y ZX Spectrum del juego se incluyeron en la compilación de 1986 They Sold a Million 3, junto a Fighter Pilot, Ghostbusters y Rambo.
Las peleas contra los jefes en Spartan X tenían las bases del Street Fighter de 1987.
Se anunció un remake del juego por parte de Intellivision Amico.

### Secuelas

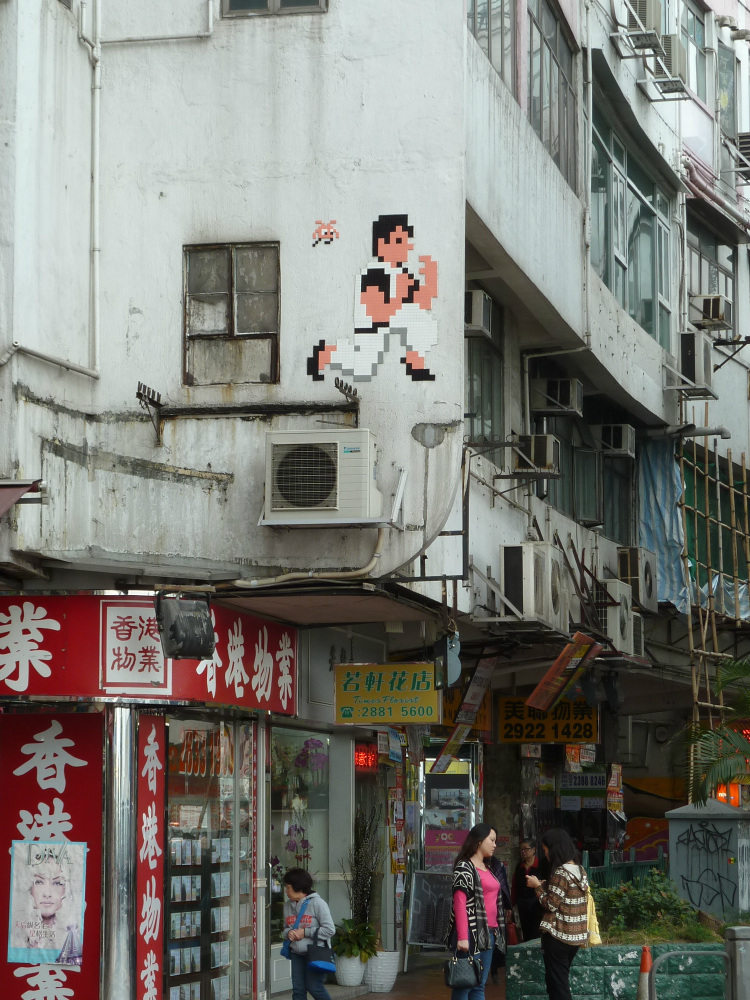
Mosaico de Thomas realizado por el artista Invader en Hong Kong (2014).

Irem desarrolló una secuela llamada Beyond Kung-Fu: Return of the Master en 1987, pero fue descartada. La secuela Kung-Fu se materializó con Vigilante, tras decidir Irem darle un toque más americanizado, que salió en 1988.
En 1990, el juego arcade recibió una secuela completamente distinta para Game Boy llamada Kung-Fu Master (Spartan X en Japón), similar al juego arcade, pero distinto en cuanto a sinopsis y configuración.
En 1991 salió una secuela en Japón para Famicom, llamada Spartan X 2.  Spartan X 2 no llegó a Norteamérica hasta 2016, que se incluyó en la colección «Retro-Bit Generations» bajo el nombre Kung-Fu Master 2.

## Curiosidades
- Kung-Fu Master fue adaptado en el capítulo 11 del manga Famicom Rocky. Además, fue adaptado en el capítulo 4 del manga Famicom Funji.
- En el segmento de GameCenter CX, You Should Visit this Game Center Sometimes (TamaGe), en el episodio 11, Arino entra en el centro de videojuegos donde juega a las máquinas recreativas japonesas, incluyendo a Spartan X.